# 康克明
康克明，雲南省雲南府昆明縣人，清朝政治人物、進士出身。
光緒十二年（1886年），参加光緒丙戌科殿試，登進士二甲68名。同年五月，著主事分部学习。